# Digi-Kala
Digikala ist der größte Online-Shop im Iran und hat seinen Sitz in Teheran. Das Unternehmen hat mehr als zwei Millionen Besucher pro Tag und einen Anteil von 70 % am Online-Absatzmarkt im Iran.
Das Geschäftsmodell von Digikala ist eine Fusion von virtuellen Märkten und Einzelhandelsmärkten. Zu den Tochtergesellschaften von Digikala gehören neben dem Online-Shop Digistyle (Kleidung), Fidebo (E-Book), Digipi (Finatech), Digikala Next (Innovation), Digiclub (Förderung treuer Kunden) und DigiPlus.

## Geschichte
Hamid und Saeed Mohammadi erklärten, warum sie die Digikala Company gegründet hatten. 2005 verfolgten beide die digitale Fotografie und nachdem sie im Internet nach Kameras gesucht hatten, kauften sie die gewünschte Kamera auf dem Markt in der Jomhuri Street in Teheran. Aber nach ein paar Tagen stellten sie fest, dass das Objektiv der Kamera gebraucht und repariert war. Das Ereignis hat den ersten Anstoß in ihren Köpfen gegeben, ein zuverlässiges Geschäft zu schaffen, das den Benutzern die richtigen Informationen bietet. Die Brüder Mohammadi gründeten Digikala 2006. Die ersten Mitarbeiter des Unternehmens waren 5 Personen; Die Zahl der Beschäftigten stieg bis März 2013 auf 200, und laut Managern waren es Ende 2014, 700 und im September 2018 fast 2200.
Laut einem Bericht aus dem Jahr 2018 war Saeed Mohammadi für Finanzen, Personal, Einzelhandel und Betrieb verantwortlich, und Hamid Mohammadi war verantwortlich für Technologie, Produktentwicklung, Marketing und Polizeimarketing.
Laut der offiziellen Ankündigung des Unternehmens im Jahr 2019 dürfen folgenden Waren in Digikala nicht angeboten werden: Zubehör der nicht originaler Apple-Marke, alle Waren, die andere Religionen außer Islam fördern oder es hat das Design des Kreuzes und Christi, aller Disney-Prinzessinnen, Puppen mit Kleidern und „unangemessenen Gliedern“ und im Gegensatz zu „islamischem Anstand“, die Güter, die westliche Kultur verbreiten, Rehabilitationsinstrumente und Sex Gele und Sprays.

### Investitionen
Digikala begann mit einem anfänglichen persönlichen Kapital von etwa 20.000,00 Euro von Hamid und Saeed Mohammadi zu arbeiten. Sechs Jahre nach seiner Gründung trat es in die nächste Phase des Ausbaus seines Geschäfts ein, indem es Investoren anzog. Das iranische Privatunternehmen Sarava Pars hat 2012 begonnen, in Digikala zu investieren. Die zweite Runde der Digikala-Investitionen im Jahr 2015 begann mit der Kapitalbeschaffung eines europäischen Investmentfonds (IIIC). Laut einem 100-Tage-Regierungsbericht begann Digikala im Dezember 2015 mit der Kapitalbeschaffung durch die International Internet Investment Company * (IIIC) in Höhe von 100 Mio. USD in Form einer Kapitalerhöhung für 21 % der Aktien. Dieser Prozess der Kapitalbeschaffung wurde durch die Erlangung einer Lizenz für ausländische Investitionen von der iranischen Organisation für Investitionen und wirtschaftliche und technische Hilfe abgeschlossen. Nach Angaben der Manager von Digikala im Dezember 2018 werden 35 % der Aktien der Digikala-Gruppe von Sarava, 35 % von Mohammadi Brothers, etwa 25 % vom Europäischen IIIC-Fonds und der Rest von 80 Incentive-Aktien der wichtigsten Führungskräfte von Digikala gehalten. Der russische Milliardär Wladimir Putin mit einem Anteil von 9,6 % an Sarava ist einer der Investoren in Digikala.
Digikala nahm auch an einem Festival teil, um Behinderte in die Lage zu versetzen, in das Geschäftsfeld einzusteigen, um den Beschäftigungsmechanismus zu verbessern, der von anderen iranischen Start-ups wie Snap und Unternehmen wie Kaleh neben dem Wohltätigkeitstrainingskomplex unterstützt wird.
Nach dem wirtschaftlichen Abschwung im Sommer 2018 musste das Unternehmen 175 seiner 2.400 Mitarbeiter entlassen.

## Service und Segmente
Von Anfang an verkauft Digikala nur digitale und elektronische Waren online, bis es 2014 seine Strategie vom Verkauf digitaler Waren zum Verkauf digitaler Waren änderte und sich seitdem zu einem Online-Shop für Waren in allen Warengruppen entwickelt hat. In diesem Geschäft sind digitale Waren, Kunst, Kosmetik, Gesundheit, Automobile, Büromaterial, Mode und Kleidung, Haushalts- und Küchengeräte, Bücher, Schreibwaren, Spielzeug, Baby und Kleinkind sowie Sport- und Reiseausrüstung erhältlich. Der Digikala-Supermarkt wurde im Juli und Sommer 2018 mit dem Beitritt von Rockland zu dieser Sammlung hinzugefügt.
Einige Waren des Geschäfts haben eine Unternehmensgarantie, während andere nur eine siebentägige Garantie von Digikala haben, die unter bestimmten Bedingungen den Umtausch oder die Rücknahme der Waren umfasst. Die meisten Produkte haben Beschreibungen, Bewertungen und Benutzer können ihre Ansichten, Bewertungen zu jedem Produkt mit anderen Benutzern teilen.

### Supermarkt
Digikala begann im Juli 2018 mit dem Online-Verkauf neuer Supermarktprodukte durch den Kauf des „Rockland Internet Supermarket“.

### Sondersegmente

#### Digiclub
DigiClub ist ein Digikala-Benutzerklub, der seinen Mitgliedern Preise durch Verlosung bietet.

#### Digiplus
Digiplus ist ein spezieller Dienst von Digikala für seine Benutzer. Dieser Service wurde im August 2016 gestartet.

## Subunternehmen
Digistyle, Digikala Next, Digiclub, Digipi, Fidibo und Digiplus sind bis September 2016 Mitglieder der Digikala-Gruppe.
Fidibo
Digikala kaufte 2016 einen Teil der Fidibo-Aktien und wurde 2017 mit einer Erhöhung der Investitionen ihr Haupteigentümer. Fidebo ist ein legaler persischer E-Book-Store, der seit März 2014 in Betrieb ist. Fidebo veröffentlichte mit Hilfe von Digikala im Mai 2018 sein erstes exklusives Buch namens Fidebook mit Unterstützung der persischen Sprache.

### Digistyle
Digistyle gilt als eine der Websites von Digikala. Diese Seite ist auch im Bereich Kosmetik tätig. Bis Ende 2018 umfasste das Angebot an Digistyle-Produkten Herren-, Damen- und Kinderbekleidung, Herren- und Damenbekleidung aller Art, Sport- und Abendschuhe aller Art, Brillen, Uhren, Armbänder, Handschuhe, Hüte und Schmuck verschiedener Marken.

### Digikala Mag
Digikala Mag ist eine Online-Medientochter von Digikala, die in der Hauptdomäne dieses Unternehmens gehostet wird und im Sommer 2015 von der Hauptfirma ins Leben gerufen wurde. Diese Seite veröffentlicht Artikel zu Technologie und Lifestyle.

### Digipi
Digipi ist ein Startup im Bereich der Fintech- und Zahlungsbranche, das zuvor unter dem Namen Homapi firmierte und 2017 der Digikala-Gruppe beigetreten ist. Dieses integrierte Zahlungssystem ist einfach, ohne dass Karteninformationen eingegeben werden müssen.

## Hauptsitz
Der Hauptsitz und das zweite Büro (technisches und finanzielles Büro) befinden sich in Teheran, und das dritte Büro befindet sich außerhalb von Teheran an der alten Karaj-Straße (Fath) in der Stadt Danesh. Digikala verfügt über drei Verarbeitungs- und Lagerzentren in Teheran und 23 Versandzentren in den wichtigsten Städten des Iran.
Aufbereitungszentren
Das erste Digikala-Aufbereitungszentrum wurde 2013 eröffnet. In diesem Zentrum gibt es eine Kette miteinander verbundener Aktivitäten, die sich direkt auf den rechtzeitigen Lieferprozess der Bestellung auswirken. Diese Aktivitäten beginnen mit dem Warentransfer von Verkäufern und Lieferanten und enden nach der Lieferung innerhalb eines festgelegten Zeitraums an Kunden. Im November 2017 eröffnete Digikala außerdem sein zweites Produktverarbeitungszentrum, das größte im Nahen Osten, das die Kapazität zur Registrierung von Benutzerbestellungen auf 400.000 Produkte pro Tag erhöht hat.
Einige der Waren im Verarbeitungszentrum sind Waren des Digikala-Online-Shops, andere Waren der Verkäufer des Polizeimarkts, die sicher in Digikala-Lagern gelagert werden, um versandbereit zu sein. Zusätzlich zu den Waren im Bearbeitungszentrum werden einige der Waren vom Verkäufer nach Registrierung der Bestellung an Digikala geliefert. Bei der Bestellung wird die Verarbeitung der Waren des Kunden anhand der Art der Waren berücksichtigt. Dieser Vorgang erfolgt intelligent und bestimmt die Lieferzeit der Ware. Neben Teheran verfügt Digikala über Vertriebszentren in 23 iranischen Großstädten.
Die Inhaltsfabrik oder Inhaltsproduktionsabteilung ist ein weiterer Teil des Verarbeitungszentrums, in dem Inhalte zu Produktbeschreibungen, Bewertungen und Fotografien von Waren erstellt werden.

### Supernova Plattform
Die Supernova-Plattform hat die Infrastruktur für 100.000 iranische Unternehmen und 200 Millionen Benutzer in der Region geschaffen. Digikala hat die Supernova-Plattform als umfassendes System für alle Aktivitäten wie Lagerhaltung, Verkauf, Webversion, Mobil- und Polizeimarkt verwendet. Supernova bietet nicht nur Lösungen für die Verwaltung der täglichen Angelegenheiten von Digikala, sondern bietet dem Unternehmen auch Funktionen wie die Big-Data-Analyse. Supernova basiert auf Open-Source-Technologie und wird mithilfe von Open-Source-Technologie implementiert. Das Design konzentriert sich auf Skalierbarkeit und die Fähigkeit, eine große Anzahl von Benutzern gleichzeitig zu bedienen.

## Feedback in Medien
2008 wurde es vom Handelsministerium auf der Nationalen Konferenz für elektronischen Geschäftsverkehr als Website der Wahl eingeführt.
Laut der Zeitschrift Economist aus dem Jahr 2014 war die Website mit einem Kapital von 150 Millionen US-Dollar die erste unter den iranischen Internetunternehmen, obwohl diese Behauptung der Zeitschrift Economist Anfang 1995 als unrealistisch angesehen wurde. Laut Washington Post von 2014 hat diese Website 3.000 tägliche Kaufanfragen mit 16 Niederlassungen in wichtigen Städten des Iran.
Einige Quellen vergleichen Digikala mit Amazon hinsichtlich seines großen Anteils am iranischen E-Commerz-Markt und nennen es „iranisches Amazon“.
Die Gründer von Digikala erhielten im Dezember 2016 den Amin Al-Zarb Award der Handelskammer von Teheran.